# پرستودریایی کوچک

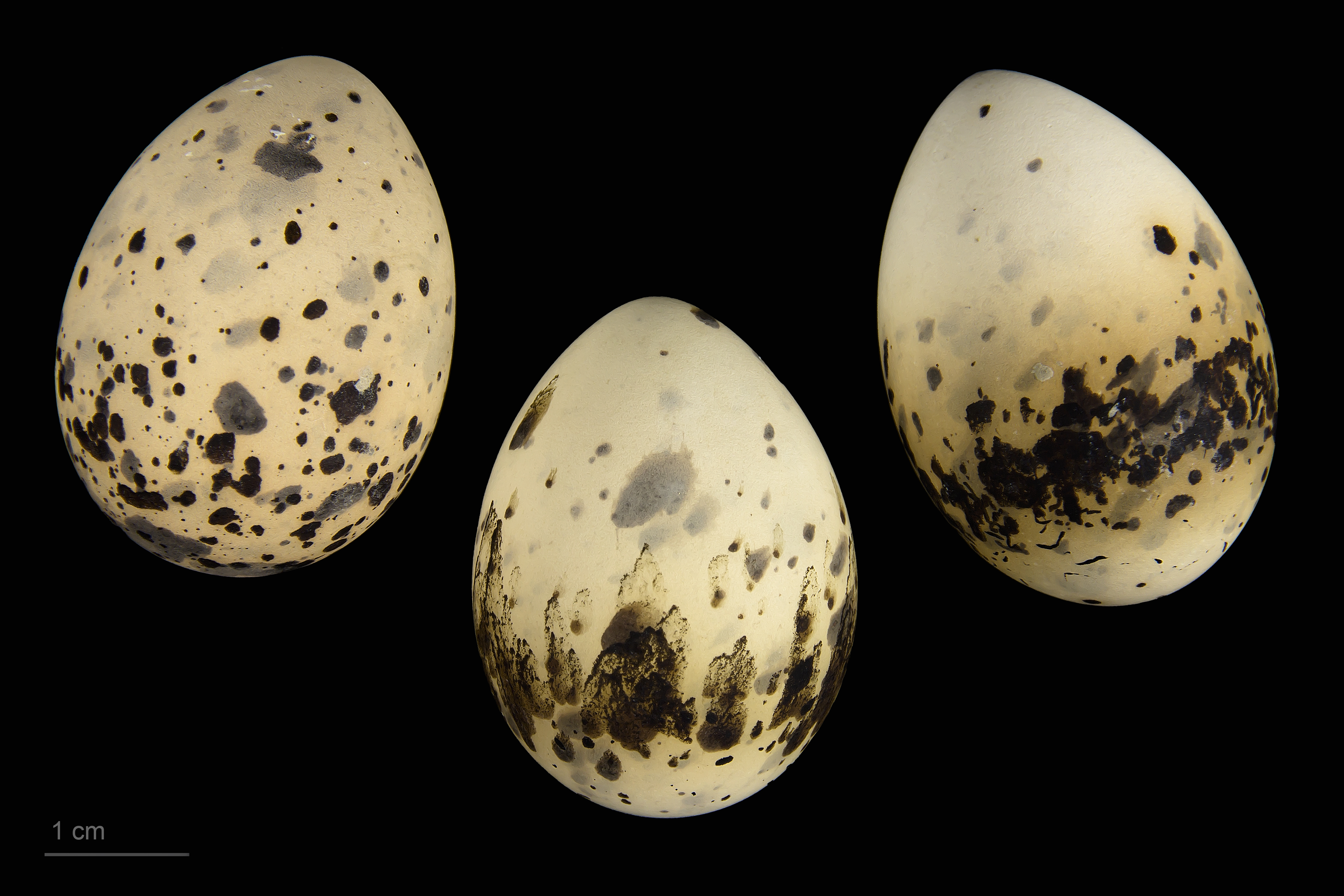
Sternula albifrons albifrons

پرستودریایی کوچک (نام علمی: Sterna albifrons) نام یک گونه از سرده پرستودریایی‌های کوچک است. این گونه پرستو، گونه‌ای از تیرهٔ کاکائیان و راستهٔ سلیم‌سانان با جثهٔ کوچک و بال‌های باریک و پیشانی سفید است. به دلیل جثهٔ کوچک‌تر از دیگر پرستودریایی‌ها، این پرنده را می‌توان به سادگی از دیگر هم‌نوعانش بازشناخت.

## ویژگی‌های ظاهری
پرستودریایی کوچک ۲۳ سانتی‌متر طول دارد. بال‌هایش کشیده و کوچک هستند، پروازش مستقیم سریع است و درجا بال‌زنی می‌کند. در پرندهٔ بالغ تابستان‌ها روتنهٔ خاکستری کمرنگ، شاهپرهای انتهایی بال خاکستری تیره، پیشانی تا بالای چشم سفید، تارک و خط چشمی سیاه، منقار زرد با تُک سیاه، پاها صورتی گوشتی، و دم سفید است. در حالت نشسته، بال‌های این پرنده بیرون از دم قرار می‌گیرند. در زمستان‌ها نیز پرندهٔ بالغ دارای پر و بال نقره‌ای با انتهای شاهپرهای اولیهٔ سیاه دارد؛ تارک کمرنگ است و به صورت نوار چشمی در می‌آید.
در پرنده‌های جوان روتنه و بال‌ها خاکستری تیره هستند، شاهپرهای ثانویه و زیرتنه به رنگ سفید، و پرهای روتنه به رنگ تیره‌اند. پرهای روتنه شکلی V مانند پیدا می‌کنند.

## زیستگاه
این پرنده اغلب در آب‌های کرانه‌ای و داخلی و رودخانه‌های پهن زندگی می‌کند و در کرانه‌های شنی یا ماسه‌ای دریاها و رودخانه‌ها آشیانه می‌سازد.